# Фріпорт (Мен)
Фріпорт (англ. Freeport) — місто (англ. town) в США, в окрузі Камберленд штату Мен. Населення — 7879 осіб (2010).

## Демографія
Згідно з переписом 2010 року, у місті мешкало 7879 осіб у 3209 домогосподарствах у складі 2173 родин. Було 3690 помешкань
Расовий склад населення:
| - 95,2 % — білих - 2,3 % — азіатів - 0,6 % — чорних або афроамериканців - 0,4 % — корінних американців |

До двох чи більше рас належало 1,4 %. Частка іспаномовних становила 1,1 % від усіх жителів.
За віковим діапазоном населення розподілялося таким чином: 22,8 % — особи молодші 18 років, 61,9 % — особи у віці 18—64 років, 15,3 % — особи у віці 65 років та старші. Медіана віку мешканця становила 45,0 року. На 100 осіб жіночої статі у місті припадало 89,9 чоловіків;  на 100 жінок у віці від 18 років та старших — 87,0 чоловіків також старших 18 років.
Середній дохід на одне домашнє господарство  становив 111 275 доларів США (медіана — 79 500), а середній дохід на одну сім'ю — 116 362 долари (медіана — 89 375). Медіана доходів становила 62 243 долари для чоловіків та 50 014 долари для жінок. За межею бідності перебувало 5,5 % осіб, у тому числі 2,2 % дітей у віці до 18 років та 6,1 % осіб у віці 65 років та старших.
Цивільне працевлаштоване населення становило 4485 осіб. Основні галузі зайнятості: освіта, охорона здоров'я та соціальна допомога — 34,7 %, роздрібна торгівля — 12,1 %, науковці, спеціалісти, менеджери — 11,8 %.